# Deutsche Gesellschaft für Technische Physik
Die Deutsche Gesellschaft für Technische Physik war ein 1919 gegründeter eingetragener Verein für Angewandte Physik. Gründer waren Wilhelm Hort, Karl Wilhelm Hausser und Georg Gehlhoff. Die Gesellschaft bestand bis 1945. Sitz war Berlin.
Anfangs hatten sie 125 Mitglieder, überwiegend Industriephysiker, die sich nicht ausreichend durch die Physikalische Gesellschaft in Berlin vertreten sahen. 1930 hatten sie 1370 Mitglieder, im Vergleich zu den damals 1320 Mitgliedern der Deutschen Physikalischen Gesellschaft.
Sie gaben ab 1920 die Zeitschrift für technische Physik heraus. Die Deutsche Physikalische Gesellschaft sieht sich  in der Tradition dieser Gesellschaft (neben der der Berliner Physikalischen Gesellschaft).
Ehrenvorsitzender war Emil Warburg und Ehrenmitglieder waren Rudolf Straubel, Karl Scheel und Hermann von Siemens.